# Cens dels Estats Units del 2010
El Vint-i-tresè Cens dels Estats Units d'Amèrica, conegut popularment com el Cens de 2010, va ser executat per l'Oficina del Cens dels Estats Units i va ser realitzat l'1 d'abril de 2010. Aquest cens va determinar que la població dels Estats Units d'Amèrica aquell dia era de 308.745.538 habitants, un creixement d'un 9,7% en respecte als 281.421.906 habitants registrats al cens del 2000.
La població resident en els Estats Units inclou la quantitat total d'habitants en els 50 estats i el Districte de Colúmbia. També van ser comptats els residents de l'estat lliure associat de Puerto Rico, la població de la qual ha disminuït en comparació al cens del 2000. Segons el cens del 2010 Puerto Rico tenia 3.725.789 habitants.
L'estat més poblat era Califòrnia amb 37.253.956 habitants, i el menys poblat era Wyoming amb 563.626 habitants. L'estat que en l'última dècada més va créixer va ser Texas, amb un creixement de 4.293.741 habitants, i l'estat que més va créixer en percentatge a la població va ser Nevada, amb un creixement d'un 35,1% (702.294 habitants) des del 2000. Michigan va ser l'únic estat en perdre població, i el Districte de Colúmbia va veure el seu primer guany en població des de 1950.

## Introducció

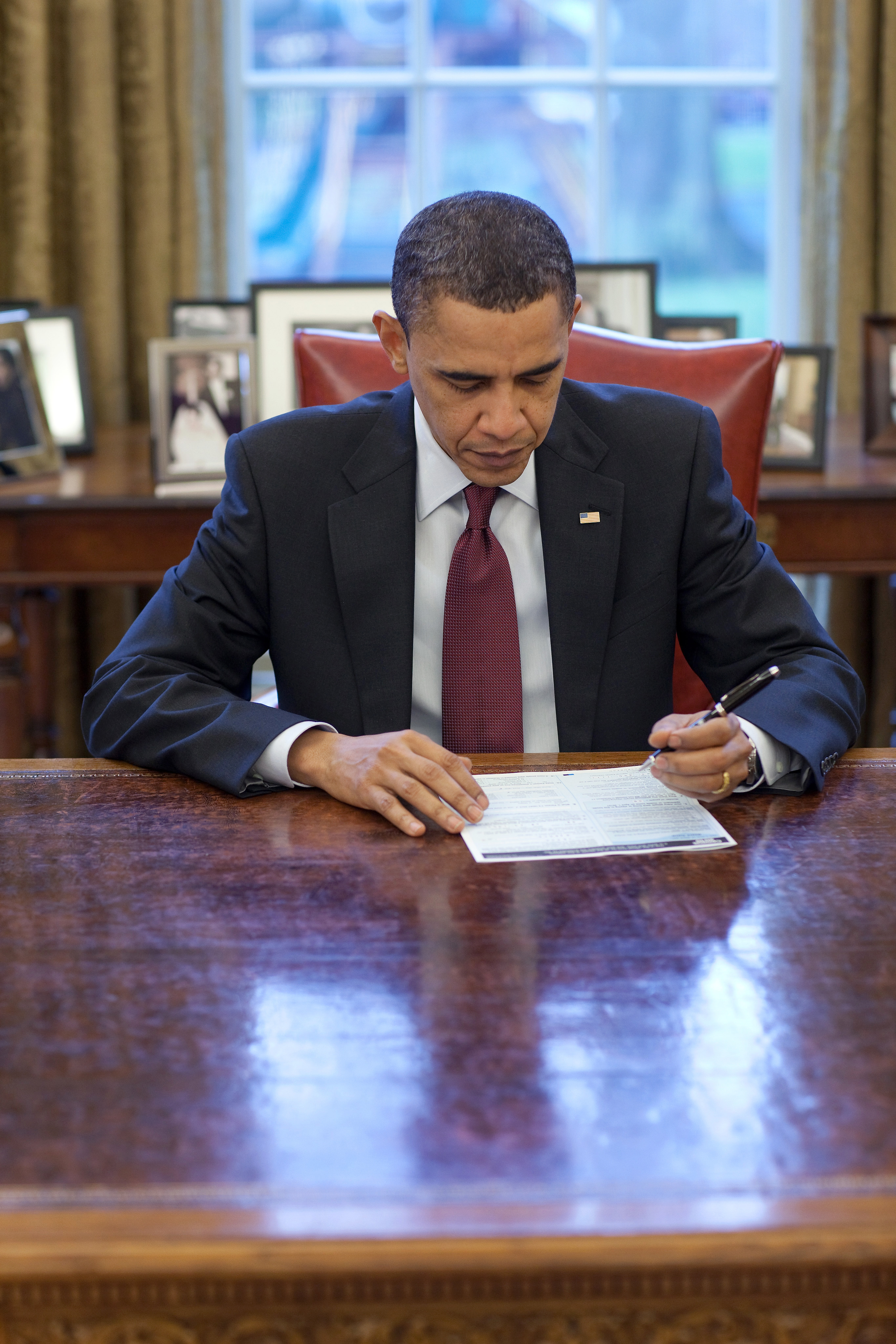
El president estatunidenc Barack Obama completant el seu formulari al despatx oval el 29 de març de 2010

Tal com ho requereix la Constitució dels Estats Units, el Cens dels Estats Units s'ha anat realitzant cada 10 anys des de 1790. El cens anterior va ser el del 2000. La participació en el cens és requerit per llei avaluat en el Títol 13 de Codi dels Estats Units.
El 25 de gener de 2010, el Director de l'Oficina del Cens Robert Groves va inaugurar personalment l'enumeració del Cens de 2010 al comptar al veterà de la Segona Guerra Mundial Clifton Jackson, un resident de la localitat de Noorvik, al nord-oest de l'estat d'Alaska. Els formularis del cens van començar a ser entregats el 15 de març de 2010. La quantitat dels mateixos que van ser enviats per correo i/penviats per treballadors del Cens va ser al voltant de 134.000.000. Tot i que el qüestionari usava la data de l'1 d'abril com a data referencial de quan la persona vivia en tal ciutat, també apareixia la data del 15 de març de 2010 en la que es podia llegir: «per favor completi i reenviï per correu el formulari del cens inclòs avui».
El 10 d'agost de 2010, la mitjana de participació nacional fou del 72%. De l'abril al juliol de 2010, els treballadors del cens, van anar porta a porta a censar les persones que no havien entregat o reenviat els formularis corresponents.
El 21 de desembre de 2010, l'Oficina del Cens va revelar la població total dels Estats Units i el febrer de 2011 la resta de la informació.

## Grans canvis
L'Oficina del Cens aquest cop no va fer servir formularis extensos. En censos anteriors, un de cada cap de família rebia un formulari llarg, en el que se li preguntava detalladamente informació socioeconòmica. En el cens de 2010, es va usar un formulari de 10 preguntes bàsiques, en la que es preguntava el nom, sexe, edat, data de naixement, raça i ètnia i si era propietari de la llar. Contrastant amb el cens de 2000, no s'oferí una opció per a descàrrega i fer el formulari per Internet.
La informació socioeconòmica recol·lectada durant censos anteriors, encara serà recol·lectada per l'American Community Survey. L'enquesta proveeix dades sobre les comunitats en els Estats Units realitzades cada any o tres anys, depenent en la mida de la comunitat, més d'un cop cada deu anys. L'enquesta serà feta anualment a un petit percentatge de la població, basant-se en un principi de rotació, però cap llar la rebrà més d'un cop cada cinc anys.
El juny de 2009 l'Oficina del Cens va anunciar que contaria les parelles del mateix sexe. Tot i així, en la forma final, no va haver cap opció sobre parelles del mateix sexe.

## Costs
L'agència federal Government Accountability Office va estimar el 2004 que el cost estipulat per al cens de 2010 seria de 11.000.000.000 $ en un informe detallat al Congrés de l'Oficina del Cens per a determinar els costs del cens.

## Població per estat
Segons dates del cens recentment publicades, els estatunidencs estant emmigrant de les Grans Planes cap a estats amb un clima més solejat en xifres rècords, i la tendència solament s'accelera en el segle XXI. En els estats com Dakota del Nord, Dakota del Sud, Nebraska i Kansas tots tenien més comtats amb una disminució poblacional entre 2000 i 2010. Mentrestant, al sud de Califòrnia, el sud de Nevada —especialment la zona de Las Vegas—, Arizona, Florida i l'est de Texas, tots van veure un gran augment poblacional.
Les dades també ofereixen informació sobre els canvis en la composició rcial dels Estats Units. Molts dels comtats que veieren els majors increments en les seves poblacions hispanes es trobaven en zones històricament hispanes, incloent el sud de Califòrnia, Arizona i el sud de Florida. Però altres dates eren més inesperades: els comtats de l'est d'Oregon, Idaho, Wyoming, Kansas i Oklahoma, tots veieren una gran afluència d'hispans, el qual reflecta una tendència en l'última dècada en què molts immigrants llatinoamericans recents s'han estès més enllà dels centres urbans de Los Angeles i Phoenix cap a zones més rurals del país.
En la població afroamericana també es van produir canvis. En un revés de la Gran Migració Negra de les dècades de 1920-1950 d'afroamericans fugint de la discriminació cap a zones més septentrionals del sud dels Estats Units, molts més negres joves i educats han sortit dels centres industrials de l'Oest Mitjà (com Illinois i Michigan) i de nou cap al sud dels Estats Units, incloent les ciutats de Florida, Geòrgia i fins i tot Mississipi. Atlanta ara substitueix a Chicago com a àrea metropolitana amb el major nombres de negres, després de Nova York. Avui en dia, el 57% dels estatunidencs negres viuen al sud —el percentatge més alt des de 1960.

## Representació governamental
Des del primers cens, realitzat el 1790, la població estatal de cada dècada ha determinat la seva representació a la Cambra de Representants dels Estats Units. L'Article I, Secció II, especifica que «el nombre de representants no pot ser més d'1 per cada 30.000 habitants, i cada estat tindrà com a mínim un representant». Amb 435 llocs en la Cambra de Representants, el recensament és important per a aquest equilibri.
El nombre de representants va canviar en divuit estats: vuit van guanyar com a mínim un lloc, i deu van perdre com a mínim un lloc.
| +4 representants | +2 representants | +1 representant                                         | –1 representant                                                                  | –2 representants |
| ---------------- | ---------------- | ------------------------------------------------------- | -------------------------------------------------------------------------------- | ---------------- |
| Texas            | Florida          | Arizona Geòrgia Nevada Carolina del Sud Utah Washington | Illinois Iowa Louisiana Massachusetts Michigan Missouri Nova Jersey Pennsilvània | Nova York Ohio   |

## Ciutats més poblades del país

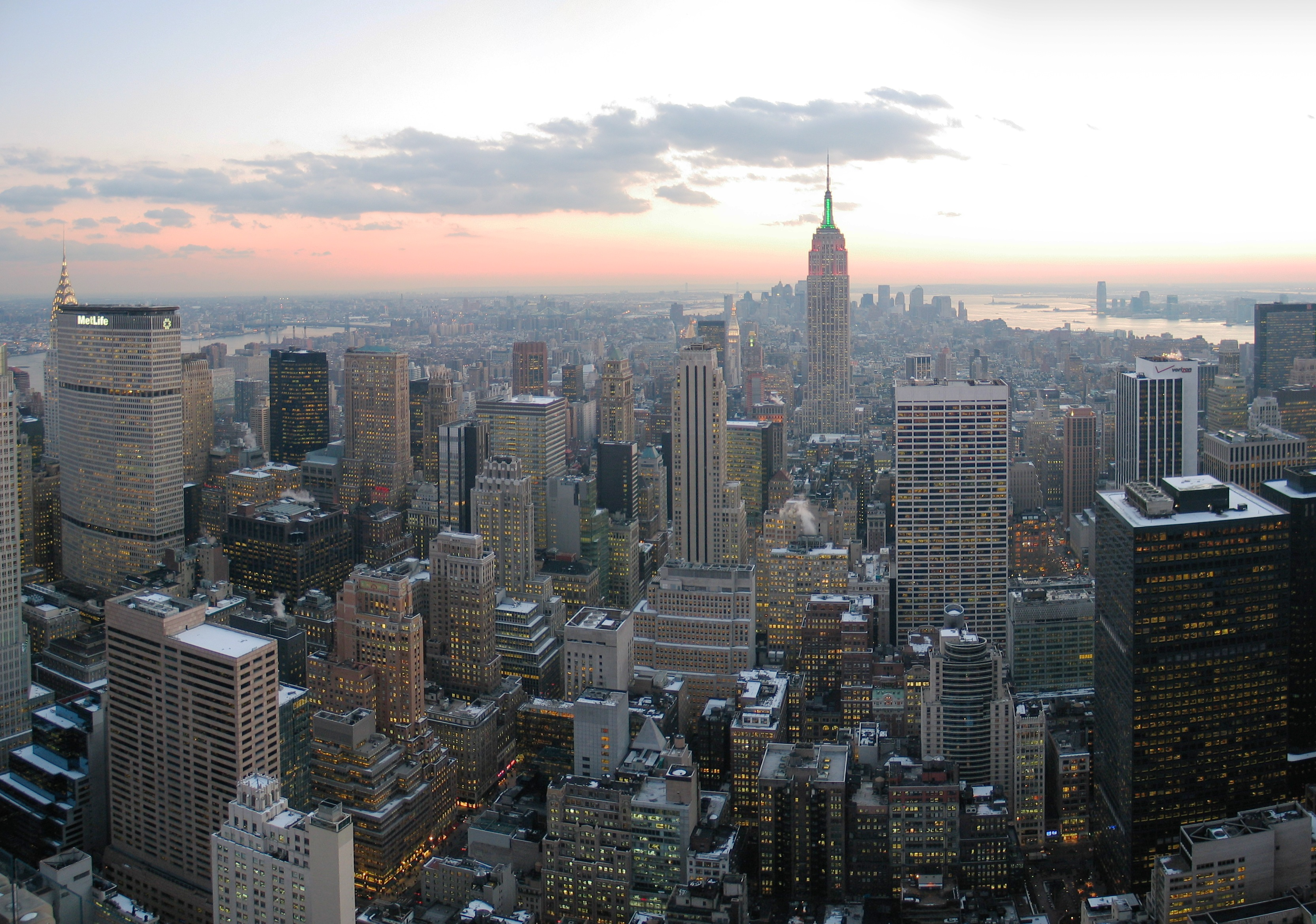
Nova York (Nova York)

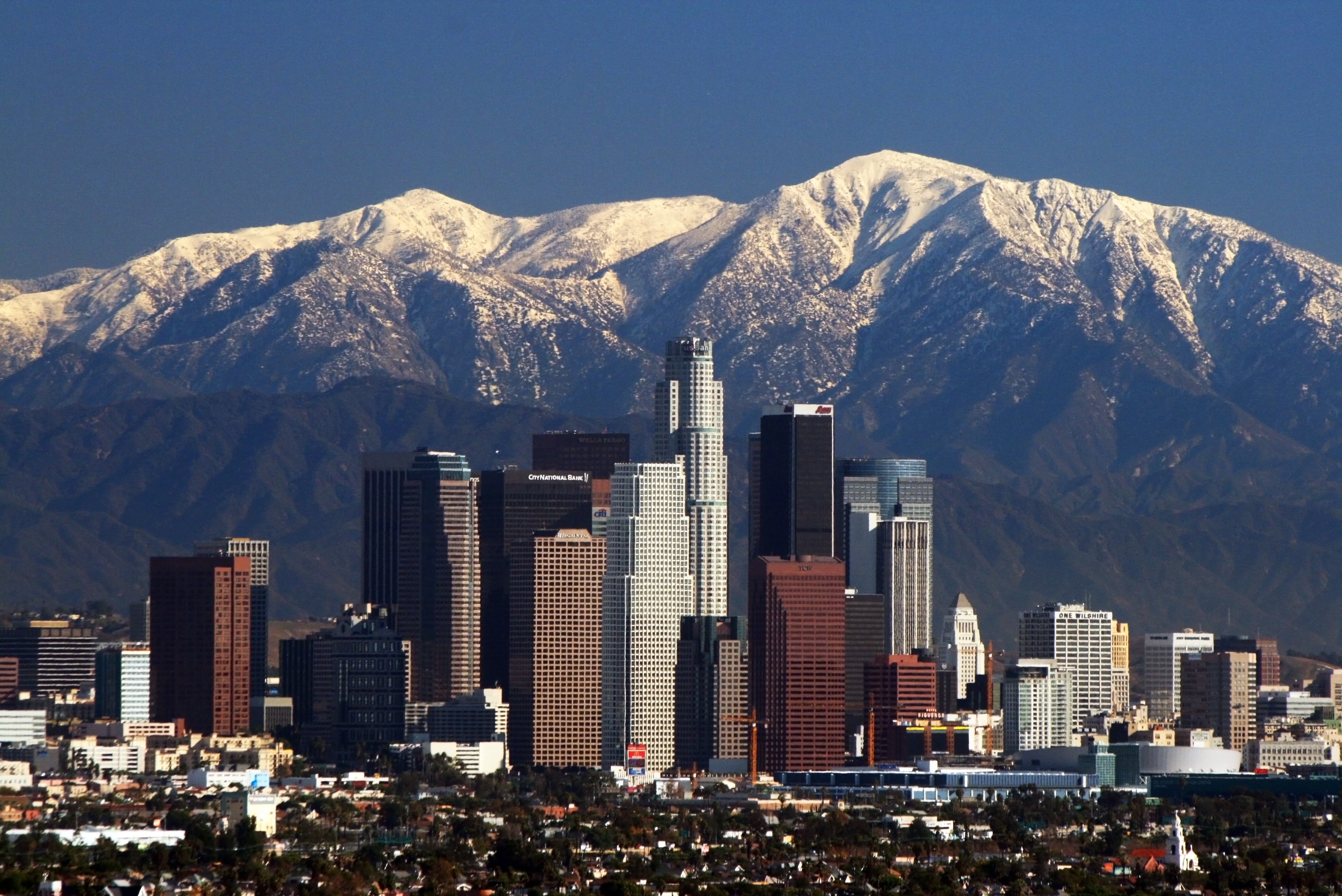
Los Angeles (Califòrnia)

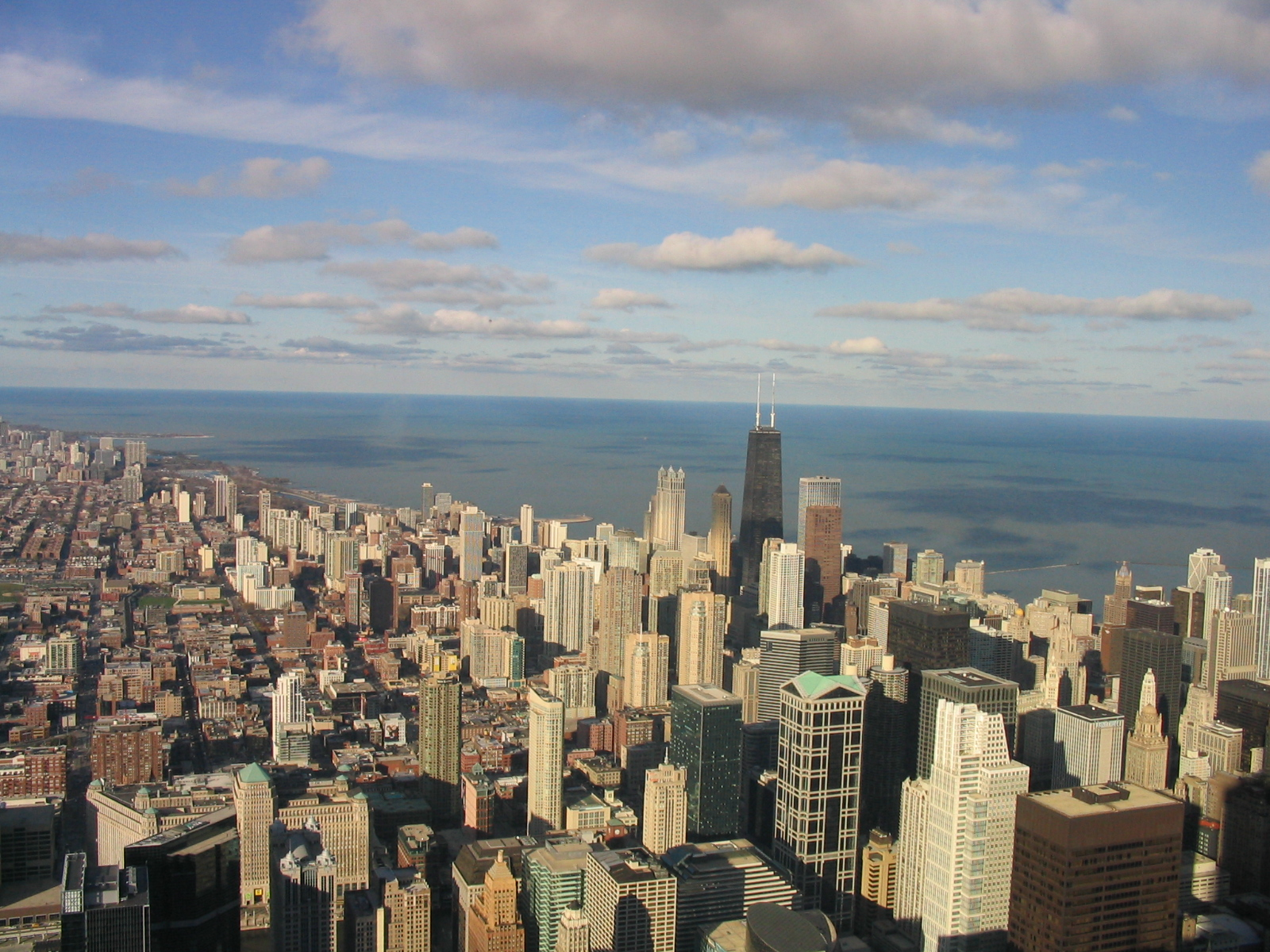
Chicago (Illinois)

| Rànquing | Ciutat        | Estat                 | Població  |
| 1        | Nova York     | Nova York             | 8.175.133 |
| 2        | Los Angeles   | Califòrnia            | 3.792.621 |
| 3        | Chicago       | Illinois              | 2.695.598 |
| 4        | Houston       | Texas                 | 2.099.451 |
| 5        | Filadèlfia    | Pennsilvània          | 1.526.006 |
| 6        | Phoenix       | Arizona               | 1.445.632 |
| 7        | San Antonio   | Texas                 | 1.327.407 |
| 8        | San Diego     | Califòrnia            | 1.307.402 |
| 9        | Dallas        | Texas                 | 1.197.816 |
| 10       | San Jose      | Califòrnia            | 945.942   |
| 11       | Jacksonville  | Florida               | 821.784   |
| 12       | Indianapolis  | Indiana               | 820.445   |
| 13       | San Francisco | Califòrnia            | 805.235   |
| 14       | Austin        | Texas                 | 790.390   |
| 15       | Columbus      | Ohio                  | 787.033   |
| 16       | Fort Worth    | Texas                 | 741.206   |
| 17       | Charlotte     | Carolina del Nord     | 731.424   |
| 18       | Detroit       | Michigan              | 713.777   |
| 19       | El Paso       | Texas                 | 649.121   |
| 20       | Memphis       | Tennessee             | 646.889   |
| 21       | Baltimore     | Maryland              | 620.961   |
| 22       | Boston        | Massachusetts         | 617.594   |
| 23       | Seattle       | Washington            | 608.660   |
| 24       | Washington    | Districte de Colúmbia | 601.723   |
| 25       | Nashville     | Tennessee             | 601.222   |